# Krigarens själ
Krigarens själ, Once Were Warriors, nyzeeländsk film från 1994 baserad på Alan Duffs bok med samma namn. Filmen fick en uppföljare, Krigarens hjärta.

## Handling
Beth kommer från en fin familj som ogillar hennes giftermål med Jake för 18 år sedan. De har fått fem barn, men familjen håller på att glida isär på grund av Jakes alkoholproblem. Barnen tar avstånd från honom eftersom han misshandlar Beth när han är full. Den äldste sonen har hamnat i ett gäng. Den näst äldste sonen står åtalad för diverse brott. Dagen innan rättegången misshandlar Jake Beth så svårt att hon inte kan följa med till rättegången och sonen döms till ungdomsfängelse. Under en av Jakes suparkvällar våldtas hans äldsta dotter av en av hans suparbröder och hon hänger sig. Till slut fattar Beth mod till att lämna Jake för att bygga en ny framtid för sig själv och barnen.

## Om filmen
Filmen är inspelad i Auckland och hade världspremiär den 2 september 1994 vid filmfestivalen i Venedig. Den hade svensk premiär den 13 oktober 1995 och är tillåten från 15 år.

## Rollista
- Rena Owen - Beth Heke
- Temuera Morrison - Jake Heke
- Mamaengaroa Kerr-Bell - Grace Heke
- Julian Arahanga - Nig Heke
- Taungaroa Emile - Boogie Heke
- Rachael Morris Jr. - Polly Heke
- Joseph Kairau - Huata Heke
- Cliff Curtis - Uncle Bully

## Utmärkelser
- 1994 - Festival des Films du Monde (Montréal) - Bästa skådespelerska, Rena Owen (delat med Helena Bergström för Sista dansen)
- 1994 - Festival des Films du Monde - Grand Prix des Amériques, Lee Tamahori
- 1994 - Festival des Films du Monde - Ekumeniska juryns pris, Lee Tamahori
- 1994 - Festival des Films du Monde - Publikens pris, Lee Tamahori
- 1994 - New Zealand Film and TV Awards - Film Award - Bästa regi, Lee Tamahori
- 1994 - New Zealand Film and TV Awards - Film Award - Bästa redigering, Michael Horton
- 1994 - New Zealand Film and TV Awards - Film Award - Bästa film, Robin Scholes
- 1994 - New Zealand Film and TV Awards - Film Award - Bästa filmmusik, Murray Grindlay och Murray McNabb
- 1994 - New Zealand Film and TV Awards - Film Award - Bästa unga skådespelare, Taungaroa Emile
- 1994 - New Zealand Film and TV Awards - Film Award - Bästa manliga dramaskådespelare, Temuera Morrison
- 1994 - New Zealand Film and TV Awards - Film Award - Bästa kvinnliga biroll, Mamaengaroa Kerr-Bell
- 1994 - New Zealand Film and TV Awards - Film Award - Bästa manus, Riwia Brown
- 1994 - New Zealand Film and TV Awards - Film Award - Bästa soundtrack, Kit Rollings, Ray Beentjes, Michael Hedges och Graham Morris
- 1994 - San Diegos internationella filmfestival - Bästa skådespelerska, Rena Owen
- 1994 - Filmfestivalen i Venedig - Anicaflashpriset, Lee Tamahori
- 1995 - Australian Film Institute - Bästa utländska film, Robin Scholes
- 1995 - Fantasporto - Kritikernas specialpris, Lee Tamahori
- 1995 - Fantasporto - International Fantasy Film Award - Bästa skådespelerska, Rena Owen
- 1995 - Rotterdams internationella filmfestival - Publikens pris, Lee Tamahori